# Riser
Riser è il settimo album in studio del cantante statunitense Dierks Bentley, pubblicato nel 2014.

## Tracce
1. Bourbon in Kentucky – 3:45
2. Say You Do – 3:40
3. I Hold On – 4:40
4. Pretty Girls – 3:39
5. Here on Earth – 4:25
6. Drunk on a Plane – 4:14
7. Five – 4:45
8. Riser – 4:10
9. Sounds of Summer – 3:22
10. Damn These Dreams – 3:25
11. Back Porch – 3:12
12. Hurt Somebody – 2:54